# Палкин, Сергей Анатольевич
Сергей Анатольевич Палкин (укр. Сергій Анатолійович Палкін; род. 22 октября 1974, Кривой Рог, Днепропетровская область) — генеральный директор ФК «Шахтёр» (Донецк).
С 19 октября 2023 года Член Комитета УЕФА по статусу игроков, трансферов, агентов и матч-агентов. 

## Биография
Родился 22 октября 1974 года в городе Кривой Рог.
Окончил среднюю школу в 1991 году, в том же году поступил в Национальную академию управления в Киеве, где проходил обучение по специальности «финансы и кредит». Окончив вуз в 1996 году, получил диплом финансового менеджера.
С 1997 по 2001 год работал старшим аудитором в СП «Куперс & Лайбранд». С 2001 года занимал должность заместителя генерального директора по бюджету и экономике, а с 2002 года — директора по экономике и финансам в ОАО «Криворожский цементно-горный комбинат». В 2002 году стал членом Ассоциации сертифицированных бухгалтеров (Великобритания).
В июне 2003 года Палкин стал финансовым директором ЗАО «Шахтёр», а 18 июня 2004 года был назначен генеральным директором. За время его руководства клубом «Шахтёр» восемь раз становился чемпионом Украины (2005, 2006, 2008, 2010, 2011, 2012, 2013 и 2014), шесть раз — обладателем Кубка Украины (2004, 2008, 2011, 2012, 2013, 2018), девять раз завоёвывал Суперкубок Украины по футболу (2005, 2008, 2010, 2012, 2013, 2014, 2015, 2017, 2021), а в 2009 году команда стала обладателем Кубка УЕФА.
Указом Президента Украины в 2009 году Палкин был награждён Орденом «За заслуги» (Украина) III степени. В 2011 году Палкин был награждён Орденом «За заслуги» (Украина) II степени.